# Arheološko nalazište Vranjevo Selo
Arheološko nalazište Vranjevo Selo nalazi se u mjestu Vranjevo Selo, 2 km istočno od Neuma. Lokalitet je proglašen nacionalnim spomenikom Bosne i Hercegovine.

## Ostaci iz rimskog perioda
Ispitivanja iz 1984. pokazala su da se na sjeveroistočnom dijelu lokaliteta ispod velike gomile kamenja nalaze ostatci građevine iz rimskog vremena. Građevina je imala mlađu i stariju fazu, a njeni ostatci dijelom su pokriveni nekropolom sa stećcima. Na drugom dijelu lokaliteta otkrivena je kasnoantička grobnica s dvovodnim krovom, izgrađena od krovnih i podnih opeka, a uz nju i podužni suhozid. Prema ostatcima vrlo je vjerojatno da je naselje trajalo najmanje do 6. stoljeća. Naknadnim istraživanjima otkopana su još dva groba s dvovodnim krovom, iz 5. ili 6. stoljeća te dva paralelna zida, koji najvjerojatnije pripadaju istoj građevini i kameni stup s prikazom križa.

## Nekropola sa stećcima
Nekropolu iz druge polovine 14. i 15. stoljeća danas čine dvije skupine od ukupno 66 stećaka. Prva grupa (poznata pod nazivom nekropola knezova Nikolića) nalazi se ispod brda Žrnova, a čini je 29 stećaka, od kojih je 15 ukrašeno, a tri su imala natpise. Drugu skupinu čini 37 stećaka, uglavnom ploče i sanduci. Na gornjoj plohi jedne ploče nalazi se rozeta, a na ostalim stećcima nisu zabilježeni nikakvi ukrasi. Nekropola je u prošlosti bila razarana, što se da zaključiti zbog razbijenih i prevrnutih stećaka, te ugrađenih u obližnju ogradu i cestu, tako da je ukupan broj stećaka u prošlosti bio veći.